# Buchhof (Abensberg)
Die Einöde Buchhof  ist der nördlichste Ortsteil der Stadt Abensberg im Landkreis Kelheim in Niederbayern. Sie liegt in der Gemarkung Holzharlanden.

## Lage

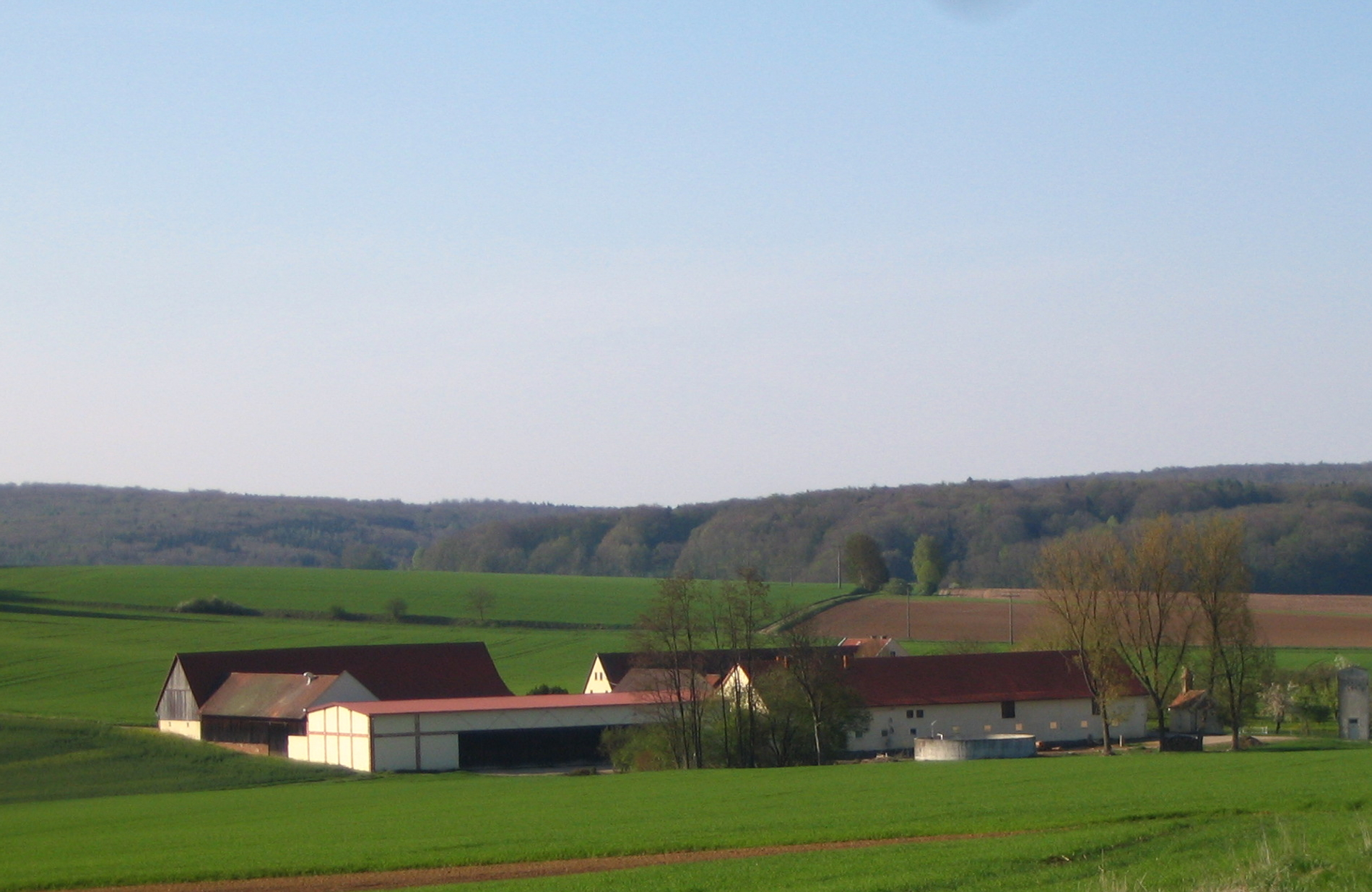
Ortsansicht

Die Einöde liegt an der nördlichen, in das Donautal hinab führenden Flanke eines lang gezogenen Hanges, welcher zu den letzten Ausläufern der hier endenden Hügellandschaft des Jura gehört. Der Donaudurchbruch bei Weltenburg befindet sich 2 km nördlich. Regensburg ist in nordöstlicher Richtung etwa 35 km, Ingolstadt in westlicher 40 km entfernt. München liegt ungefähr 95 km südlich des Ortes.

## Geschichte
In der Nähe der Einöde, welche zur Gemeindeflur von Holzharlanden gehörte, wurden etwa 100 gut erhaltene Grabhügel aus der mittleren Bronzezeit und der Hallstattzeit gefunden. Mit Hilfe der Luftbildarchäologie konnten ebenfalls bei Buchhof die Grundrisse eines römischen Gutshofes festgestellt werden.
Urkundlich tritt die Einöde erstmals um 731 in Erscheinung.
Gegen Ende des 9. Jahrhunderts war als Besitzer ein Edelmann names Winicho bekannt, welcher das Gut an Bischof Ambricho von Regensburg (864–891) verkaufte, wodurch es über 3 Jahrhunderte im Besitz des Hochstiftes Regensburg verblieb.
Im Verlaufe der Jahrhunderte befand sich das Gut Buchhof immer wieder im Besitz des Klosters Weltenburg. Abt Herwig (1294–1323) erwarb das Gut erstmals für das Kloster. Im Jahre 1587 wurde es wieder veräußert. Nachdem es im Dreißigjährigen Krieg weitgehend zerstört war, konnte es vom Kloster für 50 Gulden zurückerworben und von Abt Mathias Abelin (1626–1659) wieder hergestellt werden. Im Zuge der Säkularisation wurde das Gut am 28. Mai 1804 versteigert und von einer Familie Plank erworben. Im Jahre 1914 gelangte das ehemalige Klostergut zum Verkauf. Die Gelegenheit nutzend, erwarb Abt Maurus Weingart (1913–1923) diesen alten Besitz der Weltenburger Mönche für das Kloster abermals zurück.

## Wirtschaft und Infrastruktur
Derzeit wird auf dem Gutshof der Gastronomiebetrieb „Weltenburger Vinothek“ betrieben. Der umfangreiche Grundbesitz mit einer Fläche von ca. 200 ha, wird vom Kloster Weltenburg nicht mehr eigenbewirtschaftet, sondern verpachtet.